# Acciaio Damasco

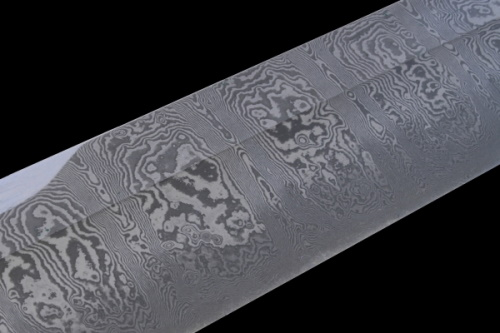
Acciaio damascato

Con la denominazione acciaio damasco o damascato, si intendono due prodotti di siderurgia differenti tra loro, il cosiddetto acciaio damasco saldato o acciaio a pacchetto, e il cosiddetto acciaio al crogiolo o acciaio wootz.
Il termine wootz è la traduzione inglese della parola ukku o urukku, che significa “acciaio” in lingua Karnataka e Andhra Pradesh, luogo da cui nasce l'acciaio e da cui si diffonde per esportazione in Europa, Oriente, mondo Arabo e medio oriente. Del termine "damasco" invece non è chiaro l'origine, aprendo a due ipotesi: la prima è collegata alla città siriana di Damasco; la seconda, invece, nega la prima e si rifà alla parola araba damas che significa “acquoso”, in riferimento ad alcune strutture che si formano sulla superficie dell'acciaio come uno strato acquoso, o all'apparenza estetica del risultato superficiale. 
Il mercato moderno dei coltelli, soprattutto quelli da cucina e da collezione, propongono spesso normali lame in acciaio inox legato con lavorazioni superficiali che ricordano l'acciaio damasco, aumentando i prezzi sfruttando il nome “altisonante”, ma offrendo in pratica “strutture” solamente estetiche, ottenute con incisori a laser.

## Tipologie

### Damasco saldato

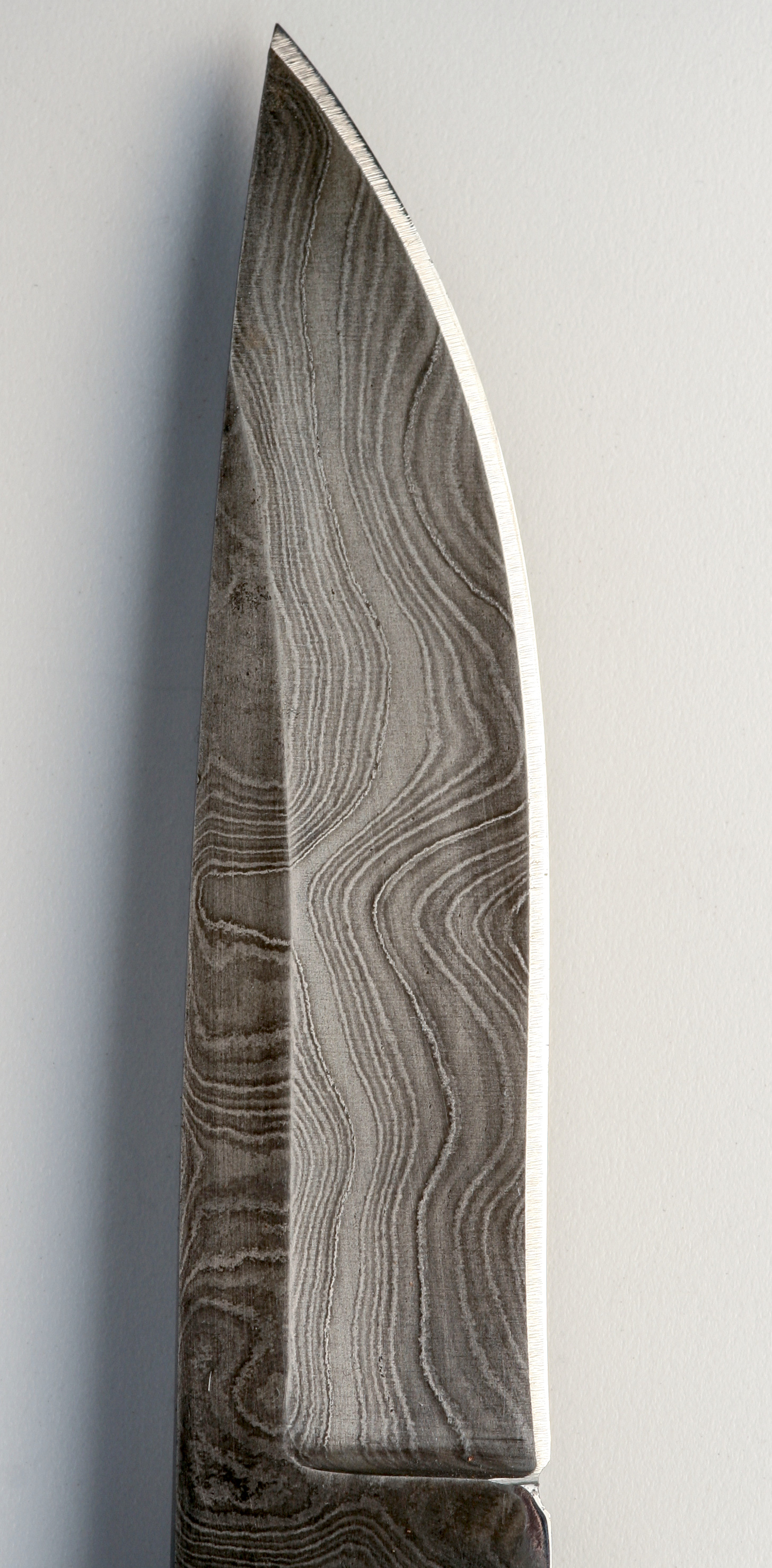
Lama di coltello in "Damasco saldato" odierno

Il damasco saldato è antichissimo ed è la prima tecnica di siderurgia usata dall'uomo. Dai forni estrattivi primitivi si otteneva un ammasso di ferro-acciaio disomogeneo e pieno di scorie di fusione e carboniose. L'unico modo per utilizzare questo prodotto era quello di forgiarlo, allungandolo e ripiegandolo su se stesso svariate volte. Questo lavoro d'impasto permetteva la riduzione delle inclusioni e la diffusione del carbonio in modo uniforme nel pacchetto. Fu questa la tecnica utilizzata sicuramente in alcune lame etrusche del IV secolo a.C. in cui due tipi di acciaio-ferro più ferro meteorico, vennero saldati insieme: l'acciaio (o ferro carburato) per il tagliente; il ferro e il ferro meteorico per i lati della lama, più morbidi e resilienti, ottenendo in più, e volutamente, un notevole effetto estetico.
Oggi, la tecnica del Damasco saldato è utilizzata nella produzione artigianale di coltelleria artistica. Si preparano pacchetti di diversi acciai guardando sia al contrasto cromatico che alla funzionalità meccanica, i pacchetti si portano a temperatura di "bollitura", 1200-1300° Celsius a seconda degli acciai utilizzati, e battuti con martello e incudine o maglio con presse apposite. La battitura a caldo permette una saldatura autogena dei vari strati d'acciaio, così il pacchetto allungato, ripiegato, ritorto, inciso e ribattuto, con le più svariate tecniche di forgiatura, ottiene variazioni estetiche quasi infinite, mantenendo la funzionalità della lama.

### Acciaio wootz

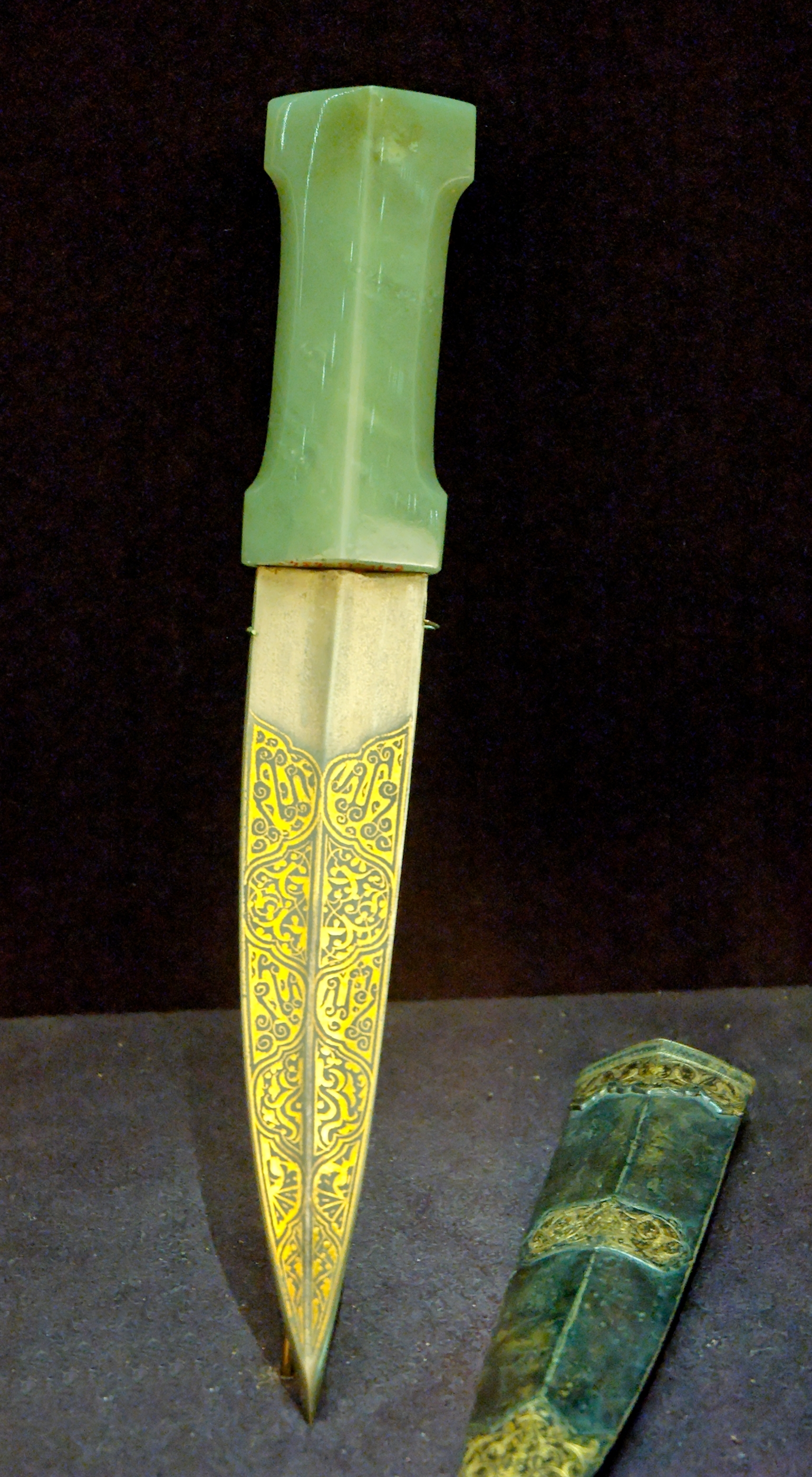
Daga indiana del XVII-XVIII secolo: lama in "Acciaio Wootz" frapposto a oro; elsa in giada; fodero in acciaio con decorazioni incise, incavi e rilievi.

Il wootz o l'acciaio al crogiolo, è una tecnica metallurgica ben attestata in India, già nel 300, ma probabilmente già diffusa in epoca anteriore (si arriva a parlare del III secolo a.C.). Consiste nel mettere il ferro spezzettato, ottenuto dai forni fusori primari, in piccoli crogioli in argilla refrattaria, insieme a carbone di legna e a vari tipi di foglie. Il crogiolo così riempito, viene sigillato e messo in una fornace per 24 ore, ad una temperatura di circa 1200 gradi: nel crogiolo, il ferro si arricchisce di carbonio per diffusione. Ogni tanto il fabbro deve scuotere i crogioli, poiché quando il tenore di carbonio s'avvicina al 2%, il ferro diventa ghisa e fonde. Agitando il crogiolo si sente lo "sguazzo" del ferro-acciaio nella ghisa appena fusa. A questo punto la fornace non è più alimentata e i crogioli vengono tenuti a raffreddare lentamente nella fornace, per altre 12-24 ore. Il carbonio passa sempre, per diffusione, dalla ghisa fusa alla restante massa metallica, ottenendo un acciaio con tenore di carbonio del 1,5%, e a causa del lentissimo raffreddamento nel blocco si forma un macroreticolo di cementite (carburo di ferro). Il panetto d'acciaio così ottenuto viene tagliato e forgiato. Durante la forgiatura non si devono superare i 750 °C, pena la dissoluzione della cementite (principale fonte della damaschinatura), le martellature localizzate e locali asportazioni di materiale danno origine alle caratteristiche marezzature. Stesso discorso per la tempra, da farsi sempre a bassa temperatura di austenitizzazione.
Con l'operazione di levigatura si mettono in evidenza i diversi strati (la cosiddetta damaschinatura), che appaiono simili a quelli delle spade Damasco (l'effetto è simile alle striature del legno). A fine lavorazione, la trama poteva essere ulteriormente evidenziata immergendo l'oggetto in acido, onde corrodere in modo differenziato i diversi strati.
Recenti studi hanno evidenziato la presenza di nanotubi di carbonio (creati ovviamente in modo inconsapevole dai fabbri dell'epoca) in alcuni manufatti d'acciaio, che potrebbe spiegare le notevoli proprietà meccaniche.

## Storia

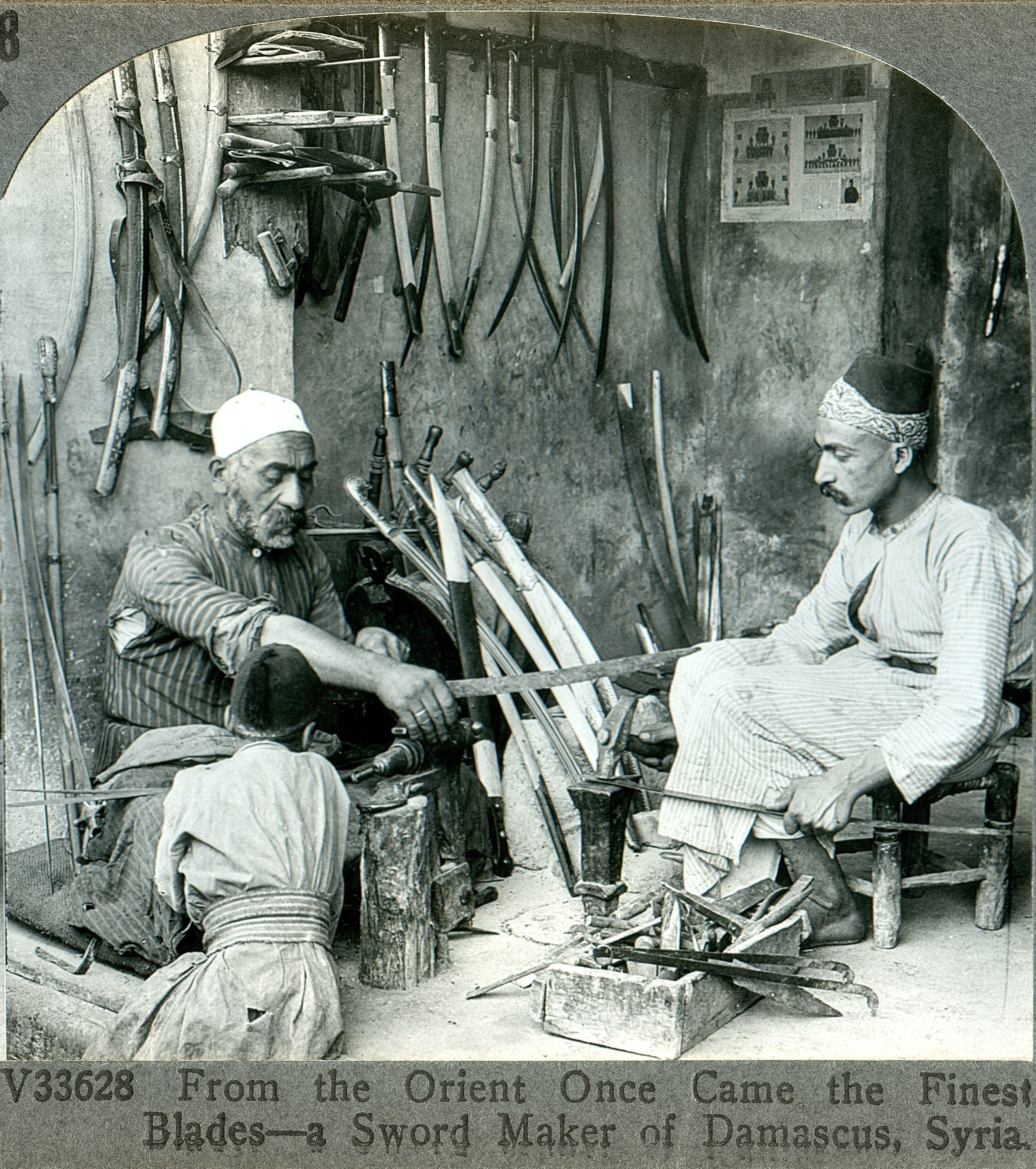
Bottega di fabbricanti di spade - Damasco (Siria), ca. 1900

Intorno alla seconda metà del XVIII secolo (circa 1750), la tecnica di realizzazione dell'acciaio Damasco scomparve. Le cause e le tappe di questo drastico processo di impoverimento del bagaglio artigianal-siderurgico dell'umanità sono ad oggi poco chiare. La gravità e la drastica evidenza del dato di fatto furono invece ben evidenti sin dai primordi del XIX secolo. Diversi studiosi, foraggiati e spronati da potentati e sovrani europei, investigarono le cause di questa "calamità". Un generale dell'Impero russo, Pavel Anosov (1796-1851), promosse l'invio di una missione tecnologica nel Caucaso per permettere agli occidentali di riappropriarsi del "segreto del Damasco" ma l'esperimento fallì perché anche i fabbri caucasici avevano ormai esaurito le loro scorte del prezioso materiale.